# Phiêng Pằn
Phiêng Pằn là một xã thuộc huyện Mai Sơn, tỉnh Sơn La, Việt Nam.
Xã có diện tích 109,5 km², dân số năm 1999 là 4.675 người, mật độ dân số đạt 43 người/km².